# Synesarga breviclavata
Synesarga breviclavata is een vlinder uit de familie Lecithoceridae. De wetenschappelijke naam van de soort is voor het eerst geldig gepubliceerd in 2014 door Liu & Wang.

## Type
- holotype: "male. 3-VII-2007, leg. Hai-li Yu, genitalia slide No. LSR11171"
- instituut: ICCLS, Nankai University, Tianjin, China
- typelocatie: "China, Xunyangba, Ningshan County, 33°34’N, 108°33’E, Shaanxi, 1300 m"